# کاشاد
کاشاد (به مجاری:  Kásád) یک منطقهٔ مسکونی در مجارستان است که در ناحیه شیکلوش واقع شده‌است.